# Srey Santhor
Srey Santhor est une ville du Cambodge, située dans la province de Kampong Cham sur la rive sud du Mékong à mi-chemin entre Phnom Penh et la capitale provinciale Kampong Cham.
C'est le chef lieu du district de Srey Santhor.